# Indapatra
Indapatra is een bestuurslaag in het regentschap Kuningan van de provincie West-Java, Indonesië. Indapatra telt 1432 inwoners (volkstelling 2010).